# Tu es foutu
Tu es foutu è un singolo della cantante italiana In-Grid, pubblicato nel 2001 come primo estratto dal primo album in studio Rendez-Vous.

## Descrizione
Noto anche come Tu es foutu (tu m'as promis...) rappresenta il maggior successo della cantante italiana. Esiste anche una versione in lingua inglese del brano, pubblicata nel mercato anglofono. Il testo del brano della versione originale è stato scritto da In-Grid insieme a Marco Soncini, che è anche produttore del singolo insieme ad Alfredo Larry Pignaroli. La versione in inglese è stata scritta da D.Golli e Paul Sears.
Il singolo otterrà un enorme successo in tutto il mondo, riuscendo ad arrivare alla prima posizione in Svezia, Russia e Grecia ed in top ten in quasi tutta Europa, oltre che nelle classifiche dance della rivista statunitense Billboard.
Il video musicale è stato girato a Sestri Levante (l'inquadratura di apertura è sulla baia del Silenzio) e zone limitrofe.

## Tracce
12" (Francia, Italia), CD (Italia)
1. Tu es foutu (Original Extended) – 6:01
2. Tu es foutu (Original Edit) – 3:36
3. Tu es foutu (Harlem Hustlers Club Mix) – 7:30
4. Tu es foutu (Fisa FX) – 2:30

CD (Germania)
1. Tu es foutu (Original Radio Edit) – 3:39
2. Tu es foutu (Loungest Radio Edit) – 3:59

CD maxi (Germania)
1. Tu es foutu (Original Radio Edit) – 3:39
2. Tu es foutu (Original Extended) – 6:01
3. Tu es foutu (Harlem Hustlers Club Mix) – 7:34
4. Tu es foutu (Original Instrumental) – 6:01

CD-maxi (Germania) – The Remixes
1. Tu es foutu (Chill-Grid) – 3:49
2. Tu es foutu (Colour's Rain Minibeat Edit) – 4:02
3. Tu es foutu (Miami Grazin's Dub) – 6:50
4. Tu es foutu (Chill-Grid Instrumental) – 3:49

CD (Grecia, Ungheria)
1. Tu es foutu (Original Edit) – 3:36
2. Tu es foutu (Original Extended) – 6:01
3. Tu es foutu (Harlem Hustlers Club Mix) – 7:30

CD maxi (Danimarca)
1. Tu es foutu (tu m'as promis...) (Radio Edit) – 3:36
2. Tu es foutu (tu m'as promis...) (Original Extended) – 6:01
3. Tu es foutu (tu m'as promis...) (Harlem Hustlers Club Mix) – 7:30
4. Tu es foutu (tu m'as promis...) (Chillgrid) – 3:49
5. Tu es foutu (tu m'as promis...) (Acapella + FX) – 2:49
6. Tu es foutu (tu m'as promis...) (Loungest Unplugged) – 3:59
7. Tu es foutu (tu m'as promis...) (Loungest Slow Dub) – 4:34
8. Tu es foutu (tu m'as promis...) (Colour's Rain Minibeat Edit) – 4:02
9. Tu es foutu (tu m'as promis...) (Miami Grazin' Mix) – 7:16

## Classifiche
Tu es foutu
| Classifica (2002-03) | Posizione massima |
| -------------------- | ----------------- |
| Austria              | 6                 |
| Belgio (Fiandre)     | 2                 |
| Belgio (Vallonia)    | 17                |
| Brasile              | 31                |
| Danimarca            | 2                 |
| Finlandia            | 7                 |
| Francia              | 47                |
| Germania             | 9                 |
| Grecia               | 1                 |
| Italia               | 16                |
| Norvegia             | 3                 |
| Paesi Bassi          | 3                 |
| Polonia              | 7                 |
| Spagna               | 16                |
| Svezia               | 1                 |
| Svizzera             | 23                |
| Ungheria             | 2                 |

You Promised Me
| Classifica (2003)        | Posizione massima |
| ------------------------ | ----------------- |
| Australia                | 7                 |
| Nuova Zelanda            | 14                |
| Stati Uniti (dance club) | 6                 |